# Retablo de doña María de Aragón
Retablo de doña María de Aragón es la denominación historiográfica de un retablo encargado a El Greco para la iglesia del Colegio de la Encarnación de Madrid (llamado también Colegio de doña María de Aragón). Fue realizado entre los años 1596 y 1599. 
Aunque se ha especulado mucho sobre los cuadros que componían este retablo, en la actualidad hay bastante consenso en que estaba formado por seis lienzos de gran tamaño y un séptimo desaparecido. Cinco de esos cuadros se conservan en el Museo del Prado y el sexto en el Museo Nacional de Arte de Bucarest (Rumanía).

## Historia del retablo
En 1596 el Greco se comprometió a realizar el retablo de la iglesia del colegio, un seminario de la orden agustina. El nombre popular alude a María de Córdoba y Aragón, la mecenas que pagó las obras, dama de la reina Ana de Austria e hija de don Álvaro de Córdoba, caballerizo mayor de Felipe II. El Greco recibió el encargo del Consejo de Castilla, que se había hecho cargo de las obras después de la muerte de doña María. Existen documentos que atestiguan que debía realizarse en tres años y se valoró el trabajo en algo más de sesenta y tres mil reales, el precio más alto que consiguió en su vida. Sin embargo no hay referencias del número de cuadros que lo formaban, ni de la estructura del retablo, ni de la temática tratada. Ceán Bermúdez, dos siglos después, dijo que las pinturas trataban el ciclo de la vida de Cristo.
El colegio se cerró en 1808 o 1809, pues según dos decretos de José Bonaparte en esas fechas se redujeron los conventos existentes y posteriormente se eliminaron las órdenes religiosas. El edificio se transformó en salón de Cortes en 1814 y entre 1820 y 1823; periodo en el que el retablo permaneció desmontado. Aunque desde 1823 el local recuperó su función de iglesia, únicamente se debió montar el lienzo central de la Anunciación. En 1835 volvió a utilizarse como sede de una institución política: el Estamento de Próceres, posteriormente denominado Senado. Con diferentes vicisitudes, esa función se ha mantenido hasta la actualidad.
El conjunto de pinturas debió ser trasladado en 1813 al convento agustino de San Felipe el Real y a la Casa de la Inquisición. Posteriormente a la Real Academia de San Fernando, y de allí al Museo de la Trinidad, creado con obras de arte requisadas en virtud de la Ley de Desamortización. Dicho museo se fusionó con el Museo del Prado en 1872 y de esta forma cinco de los lienzos del retablo terminaron en esta institución. Durante estos traslados se perdería la mazonería del retablo; mientras que el sexto lienzo, la Adoración de los pastores, fue vendido y, después de varios cambios de propiedad, terminó en la colección real rumana en 1888, de donde pasó en 1948 al Museo Nacional de Arte de Rumanía de Bucarest.

## Conjeturas sobre los lienzos que formaron el retablo
La ausencia de documentos sobre el encargo que describan los cuadros han originado distintas hipótesis sobre el número de cuadros y los temas en ellos tratados. En 1908 Cossío señaló la relación entre el Bautismo, la Crucifixión, la Resurrección y la Anunciación. August L. Mayer propuso en 1931 la relación entre los lienzos anteriores con el Pentecostés del Museo del Prado y la Adoración de los pastores de Bucarest. En 1943, Manuel Gómez-Moreno conjeturó un retablo reticular formado por estos seis cuadros sin argumentarlo. Esta hipótesis no se ha tenido en cuenta hasta cuarenta años después pues para algunos especialistas la Resurrección y el Pentecostés corresponden a formulaciones estilísticas diferentes. Hasta 1985 la crítica especializada ha realizado distintas formulaciones al respecto, en general rechazando los dos últimos cuadros como pertenecientes al retablo.
En 1985 se conoció una relación anónima fechada en 1814 en la que se registraban las obras depositadas en la casa de la Inquisición. En este listado se aludía al retablo mayor del colegio de doña María depositado en la sala carbonera y se hablaba de siete quadros de pinturas originales de Domenico Greco que estaban en el Altar Mayor. Esta información ha afianzado la hipótesis de Gómez-Moreno de un retablo de tres calles en dos pisos. Como en la relación se habla de siete cuadros se ha supuesto que el séptimo se trataría de un cuadro pequeño dispuesto en un tercer piso a modo de ático.
La estructura de este retablo estaría compuesta en el piso inferior por la Anunciación en el centro con el Bautismo y la Adoración de los pastores de Bucarest a cada lado. Mientras que en el piso superior en el centro se dispondría la Crucifixión y a sus lados la Resurrección y el Pentecostés. Según José Milicua esta organización tiene coherencia histórico-teológica subrayando el sentido redentorista del retablo, pues la Crucifixión (piso superior) sería el momento culminante de la redención iniciada en la encarnación de María (piso inferior). La Adoración y la Resurrección serían la aparición y despedida del Salvador entre los hombres, mientras que el Bautismo y Pentecostés ilustrarían el descenso del Espíritu Santo sobre Cristo y sobre la comunidad apostólica.
| Reconstrucción hipotética del retablo de doña María de Aragón | Reconstrucción hipotética del retablo de doña María de Aragón | Reconstrucción hipotética del retablo de doña María de Aragón | Reconstrucción hipotética del retablo de doña María de Aragón |
| ------------------------------------------------------------- | ------------------------------------------------------------- | ------------------------------------------------------------- | ------------------------------------------------------------- |
|                                                               |                                                               |                                                               |                                                               |
|                                                               |                                                               |                                                               |                                                               |

## Pinturas
Los temas, salvo el de Pentecostés, habían sido desarrollados ya en otras ocasiones, algunos desde su etapa italiana. Según Ruiz Gómez estos temas son retomados con gran originalidad mostrando su espiritualidad más expresionista. A partir de este momento su obra toma un camino muy personal y desconcertante distanciándose del estilo naturalista que comenzaba a dominar en aquella época. Las escenas están planteadas en espacios claustrofóbicos potenciando la verticalidad de los formatos. Una luz espectral destaca la irrealidad de las figuras, algunas en escorzos muy marcados. El color frío, intenso y contrastado aplicado con soltura a sus poderosas construcciones anatómicas muestra su estilo tardío característico.

### Nombres, dimensiones y museos donde se encuentran

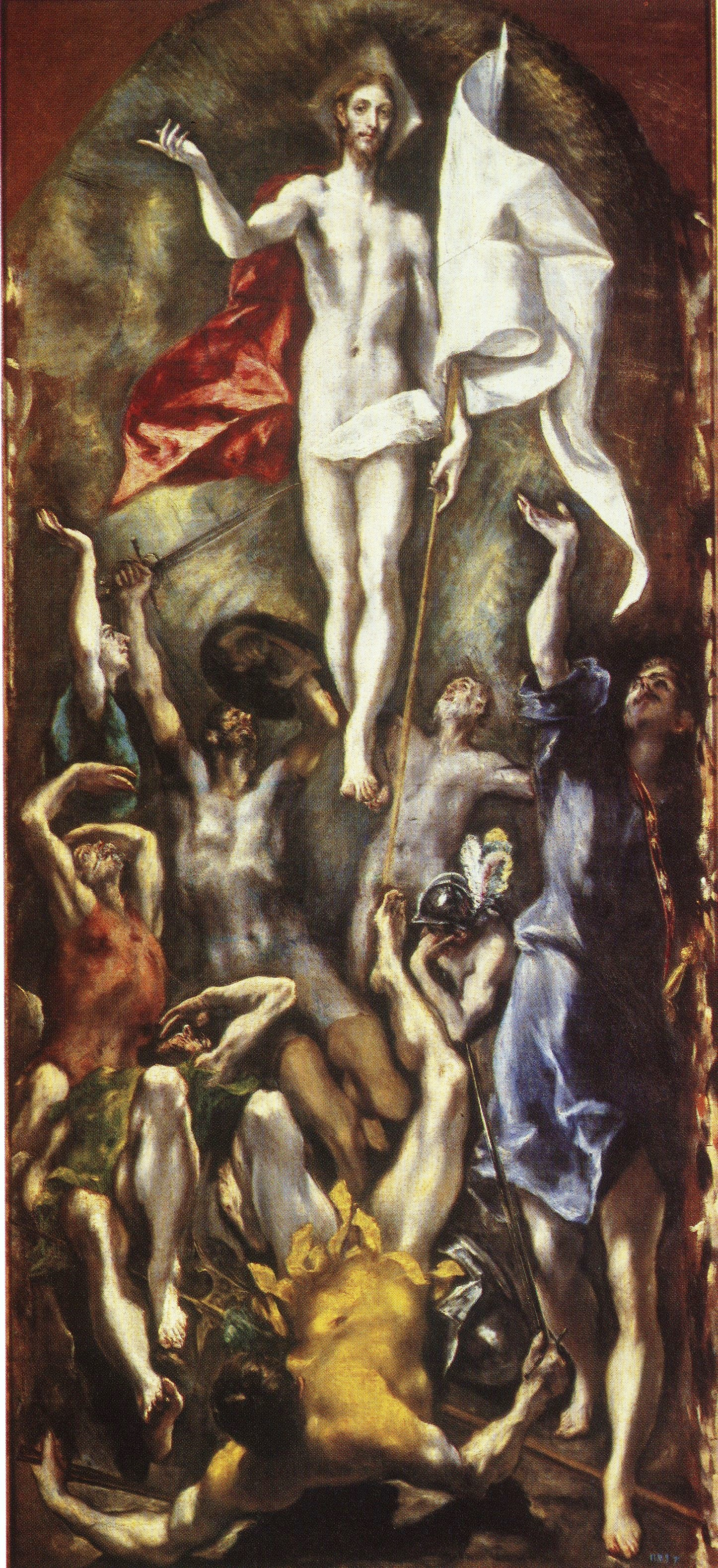
La Resurrección de Cristo año 1597-1600 275 x 127 cm Museo del Prado (Madrid)
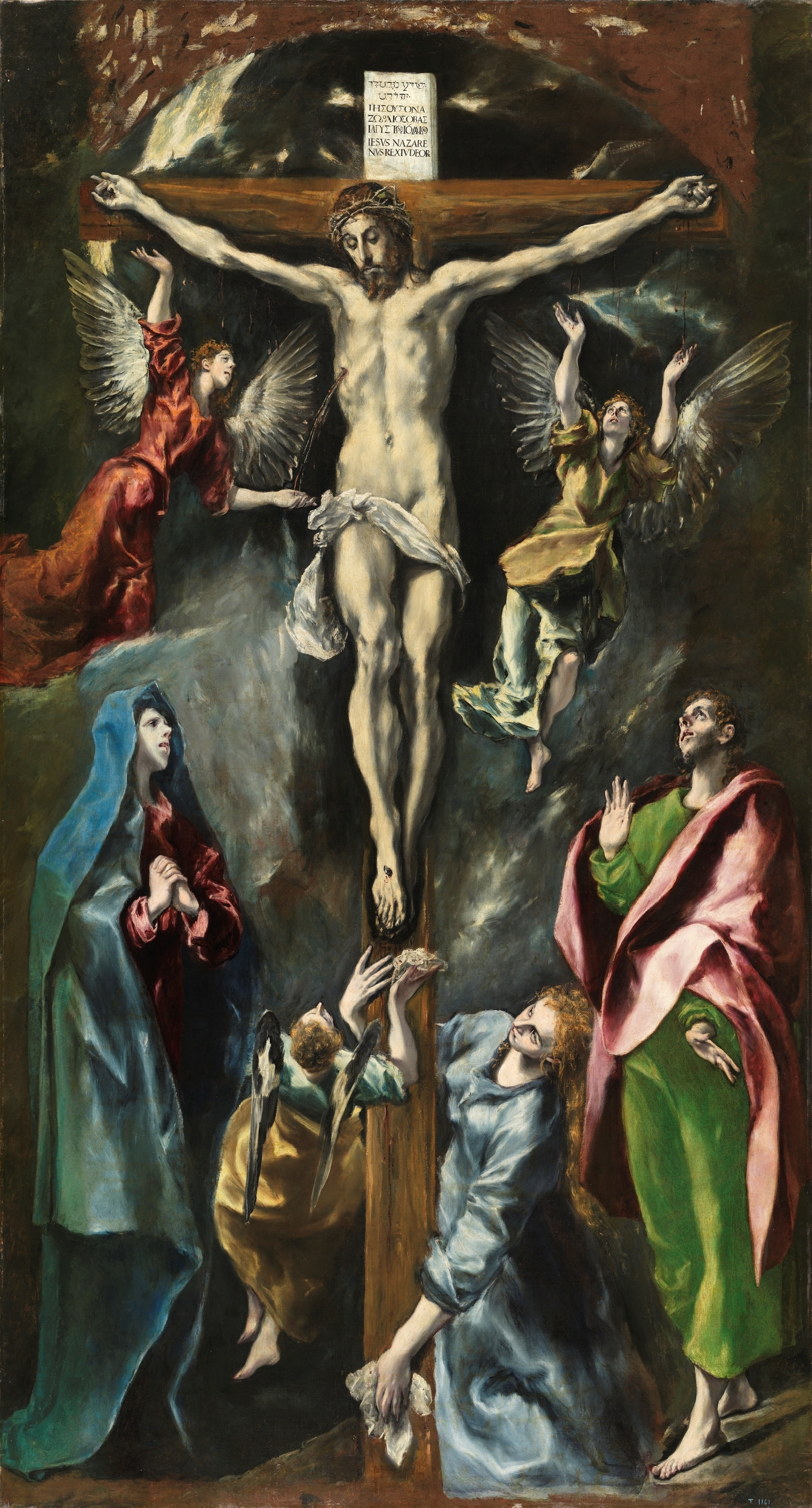
La Crucifixión año 1597-1600 312 x 169 cm Museo del Prado (Madrid)
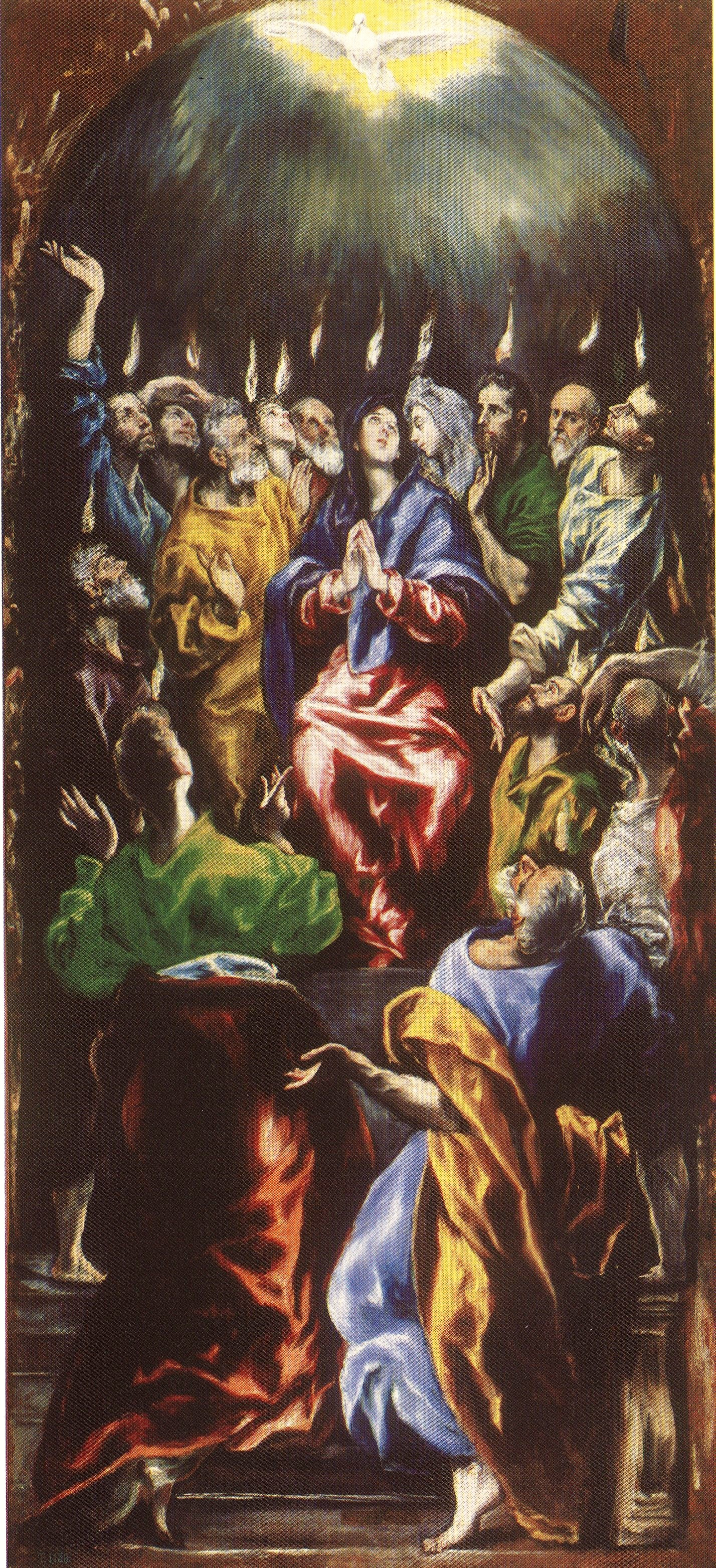
Pentecostés año 1597-1600 275 x 127 cm Museo del Prado (Madrid)
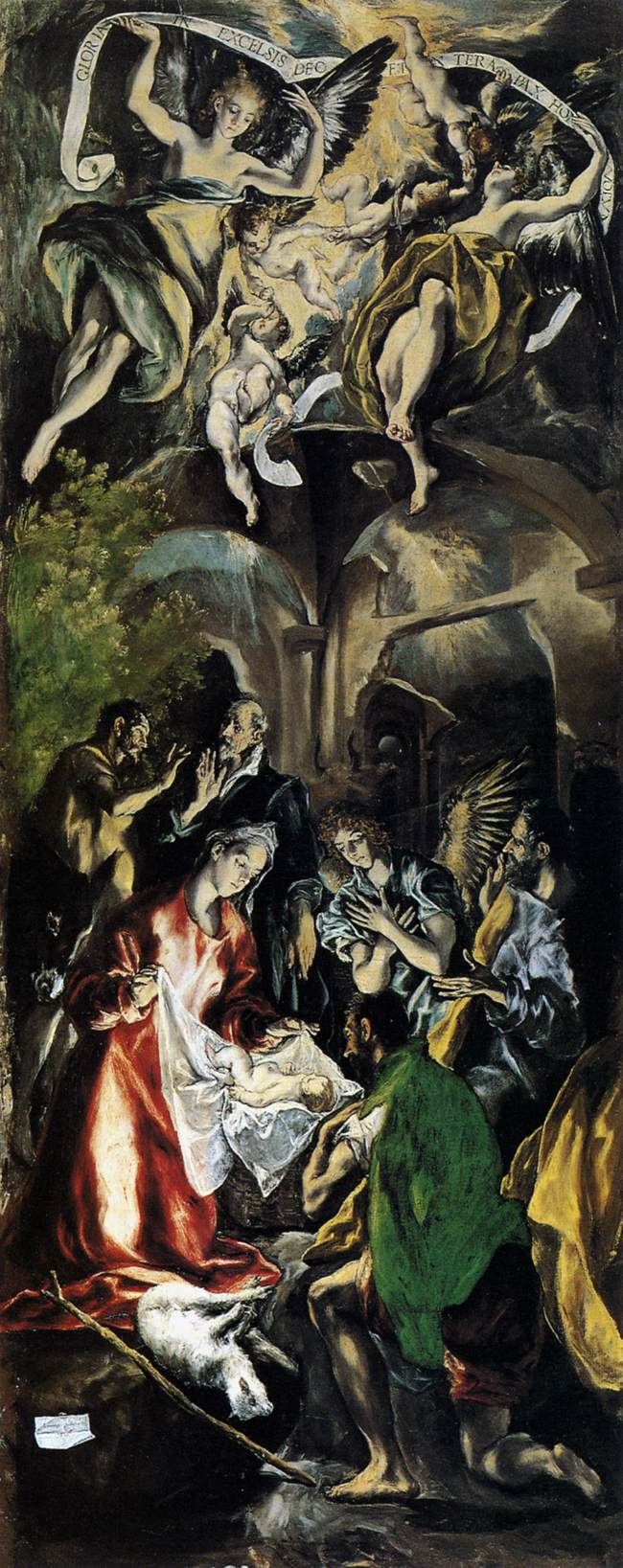
La Adoración de los pastores año 1597-1600 364 x 137 cm Museo Nacional de Arte (Bucarest)
La Anunciación año 1597-1600 315 x 174 cm Museo del Prado (Madrid)
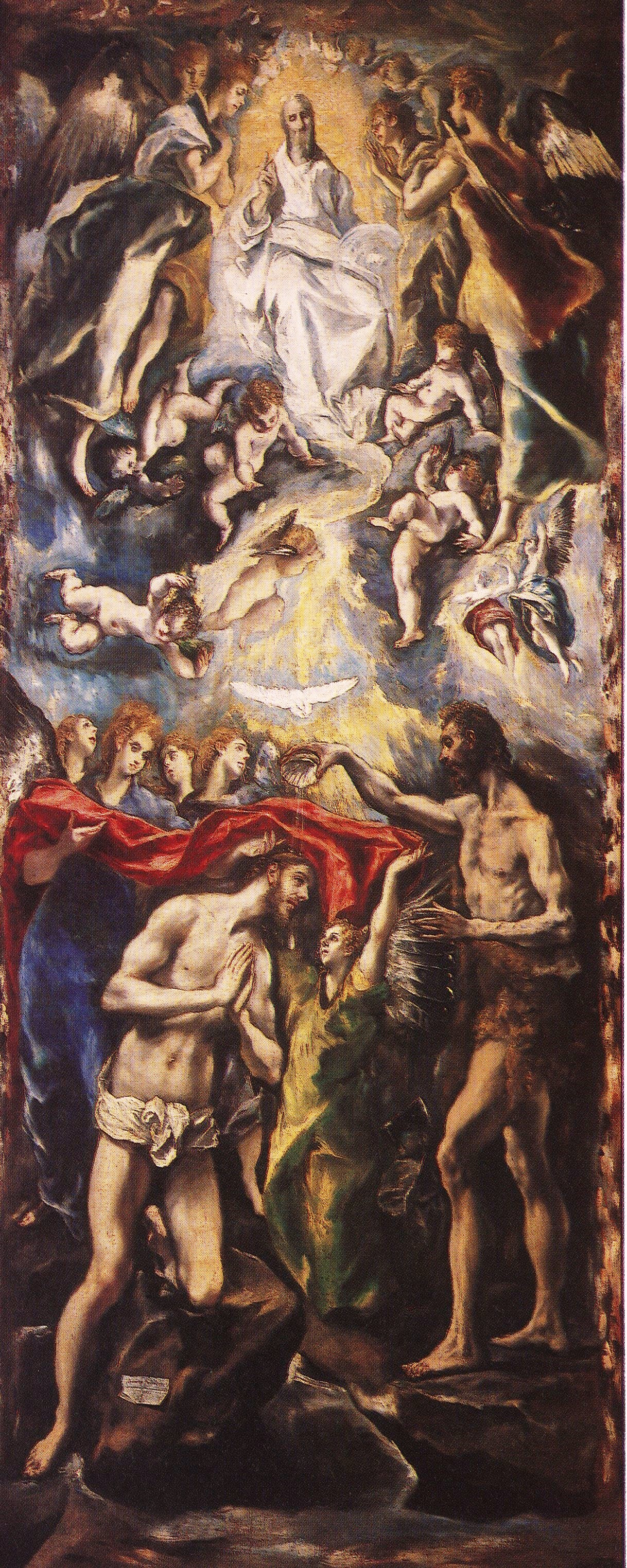
El bautismo de Cristo año 1597-1600 315 x 144 cm Museo del Prado (Madrid)